# Halictoxenos crawfordi
Halictoxenos crawfordi är en insektsart som beskrevs av Pierce 1909. Halictoxenos crawfordi ingår i släktet Halictoxenos och familjen stekelvridvingar. Inga underarter finns listade i Catalogue of Life.